# Ciecierzyca pospolita
Ciecierzyca pospolita (Cicer arietinum L.) – gatunek rośliny jednorocznej należący do rodziny bobowatych. Pochodzi z zachodniej Azji. Nie rośnie dziko, jest wyłącznie rośliną uprawną. Określana również jako „groch włoski” lub „barani groch”.

## Morfologia
PokrójRoślina jednoroczna o wysokości do 50 (100) cm. Łodyga sztywna, kanciasta.
LiścieNieparzysto-pierzaste, składające się z odwrotnie jajowatych 11-15 listków o piłkowanych brzegach.
KwiatyWyrastają pojedynczo w kątach liści. Są fioletowe, purpurowe lub białe, mają 1 słupek i 10 zrośniętych pręcików. Żagielek ciemniejszy.
OwocZwisający strąk zawierający dość duże, gruszkowatego kształtu nasiona o barwie białożółtawej, czerwonawej lub brunatnej.

## Zastosowanie
- Roślina uprawna, uprawiana od bardzo dawna. Jej nasiona znaleziono w wykopaliskach datowanych na 9200 lat p.n.e., wiadomo też, że była jednym z podstawowych pokarmów w jadłospisie starożytnych Greków i Rzymian[7]. Nasiona wyglądem i smakiem przypominają groch i są używane do spożycia podobnie[6]. Roślina bardzo popularna w kuchni krajów basenu Morza Śródziemnego. Roztarte i wymieszane z oliwą nasiona tworzą pastę używaną do smarowania chleba[7].
- Nasiona i słoma są używane również jako pasza dla zwierząt[6].
- Woda po gotowaniu ciecierzycy bądź zalewa z ciecierzycy konserwowej – aquafaba, używana jako zamiennik jajek[8][9].
- Uprawiana jest też na zielony nawóz[3].

## Obecność w kulturze
Większość badaczy roślin biblijnych uważa, że do tego gatunku odnosi się cytat z Księgi Izajasza (30,24): „Woły i osły obrabiające rolę żreć będą paszę dobrze przyprawioną, która została przewiana opałką i siedlaczką”.  Wzbogacona ciecierzycą pasza była w biblijnym sensie oznaką dobrobytu, który zapowiadał Żydom prorok Izajasz. Ciecierzyca nie została tu wymieniona z nazwy, ale użyte w tym cytacie hebrajskie słowo oznacza paszę z dodatkiem ciecierzycy, a zwyczaj jej dodawania do paszy jest stosowany na Bliskim Wschodzie do dzisiaj.

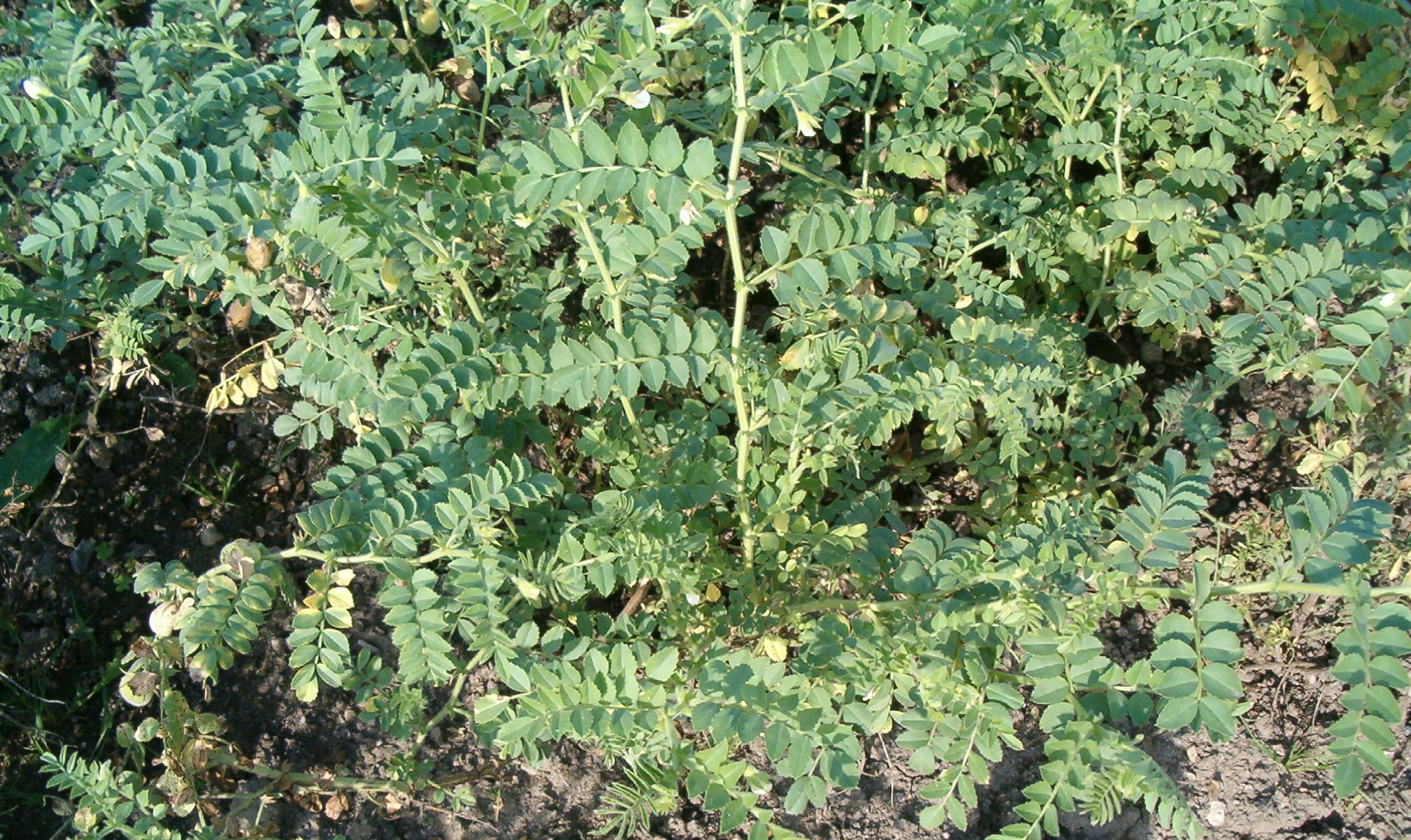
Pokrój
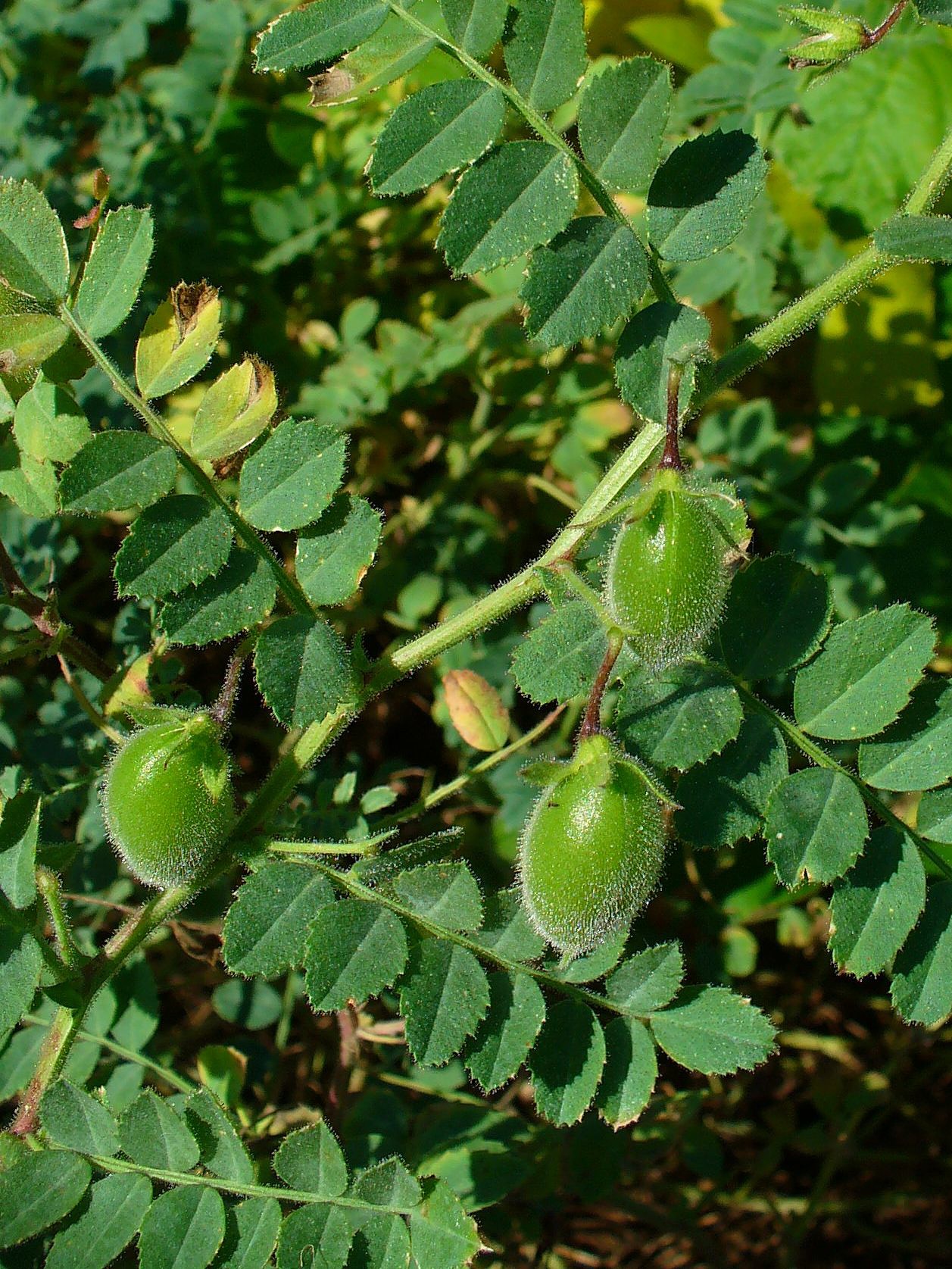
Liść i owoce
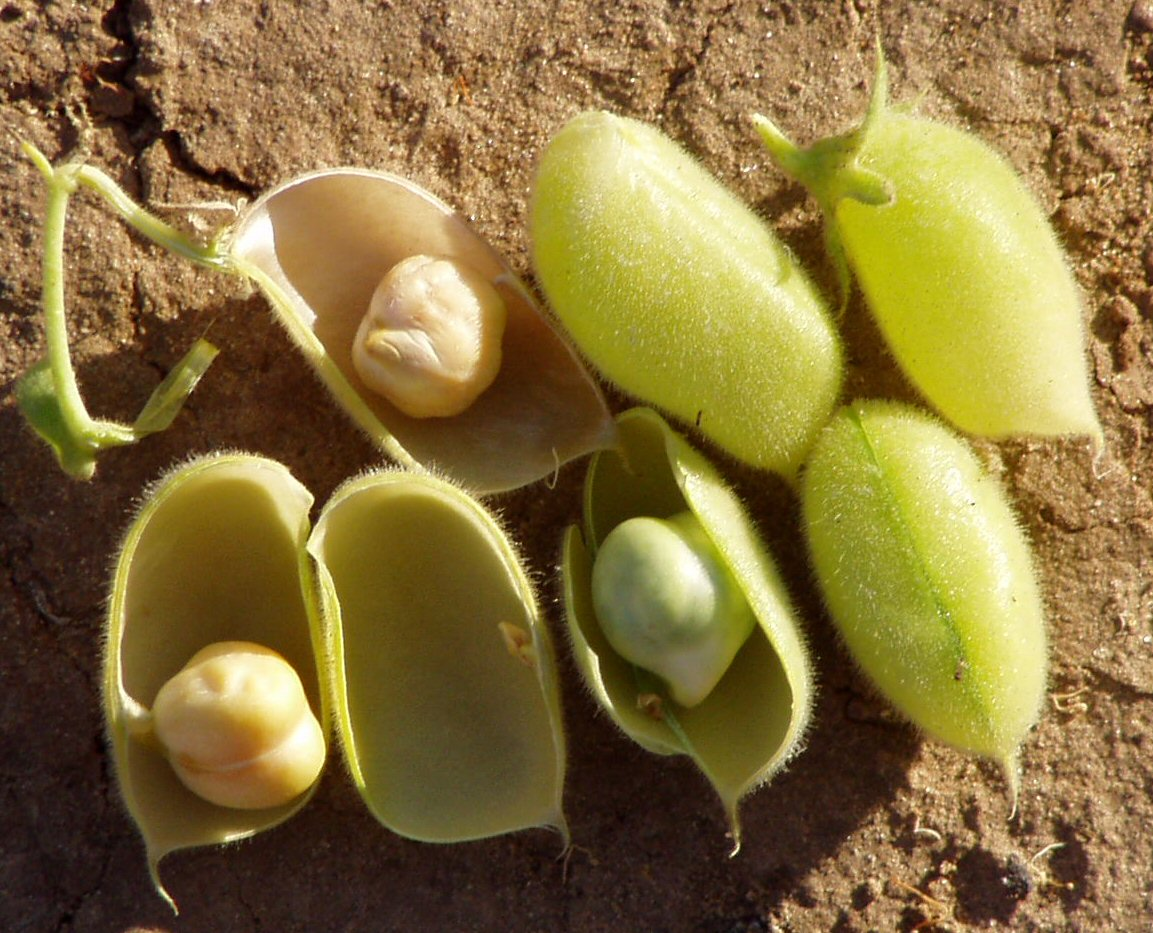
Strąki z nasionami
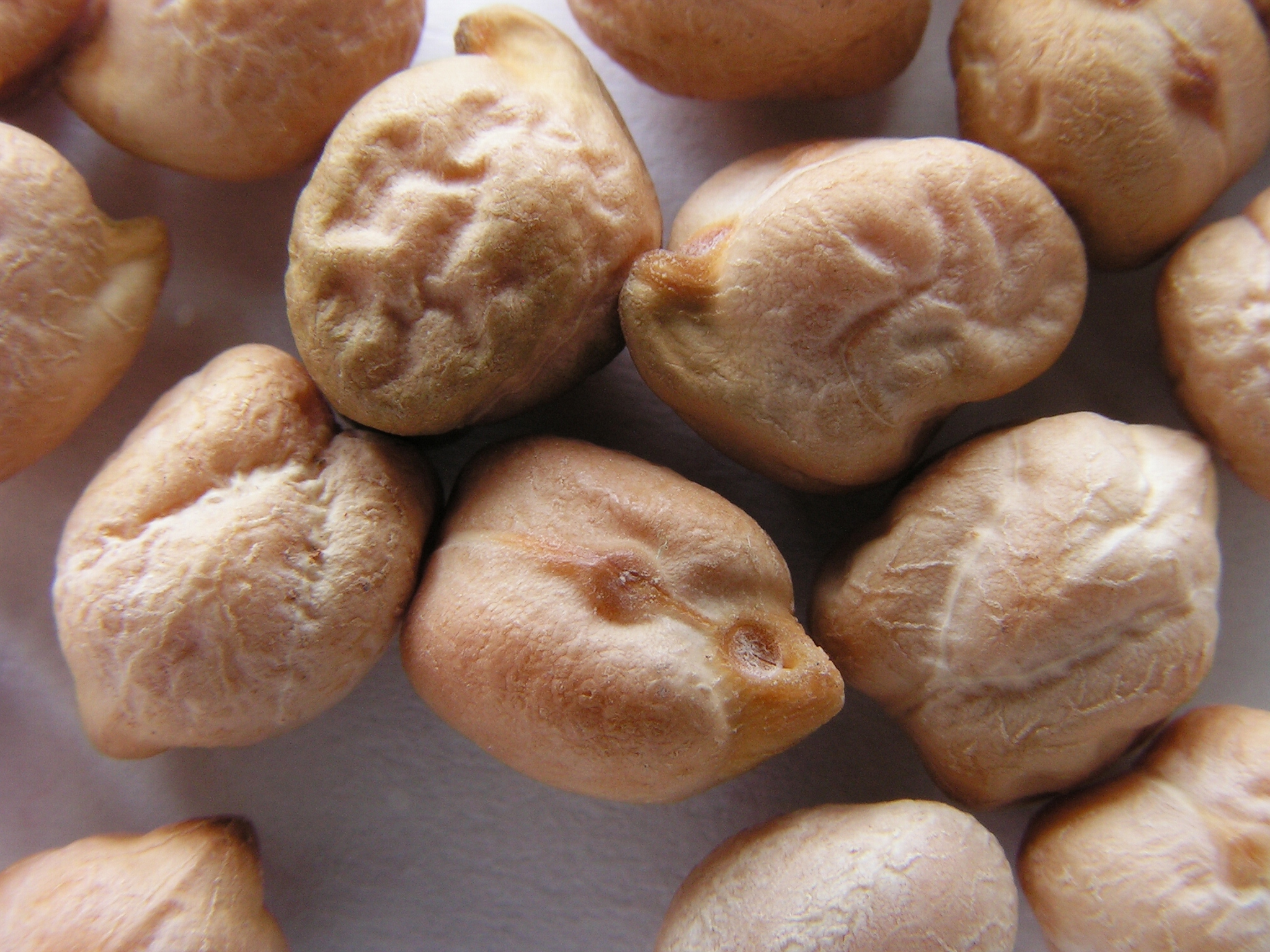
Nasiona
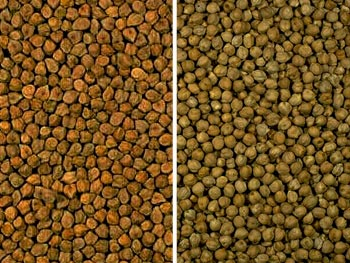
Nasiona ciecierzycy – odmiana bengalska (po lewej) i europejska (po prawej)
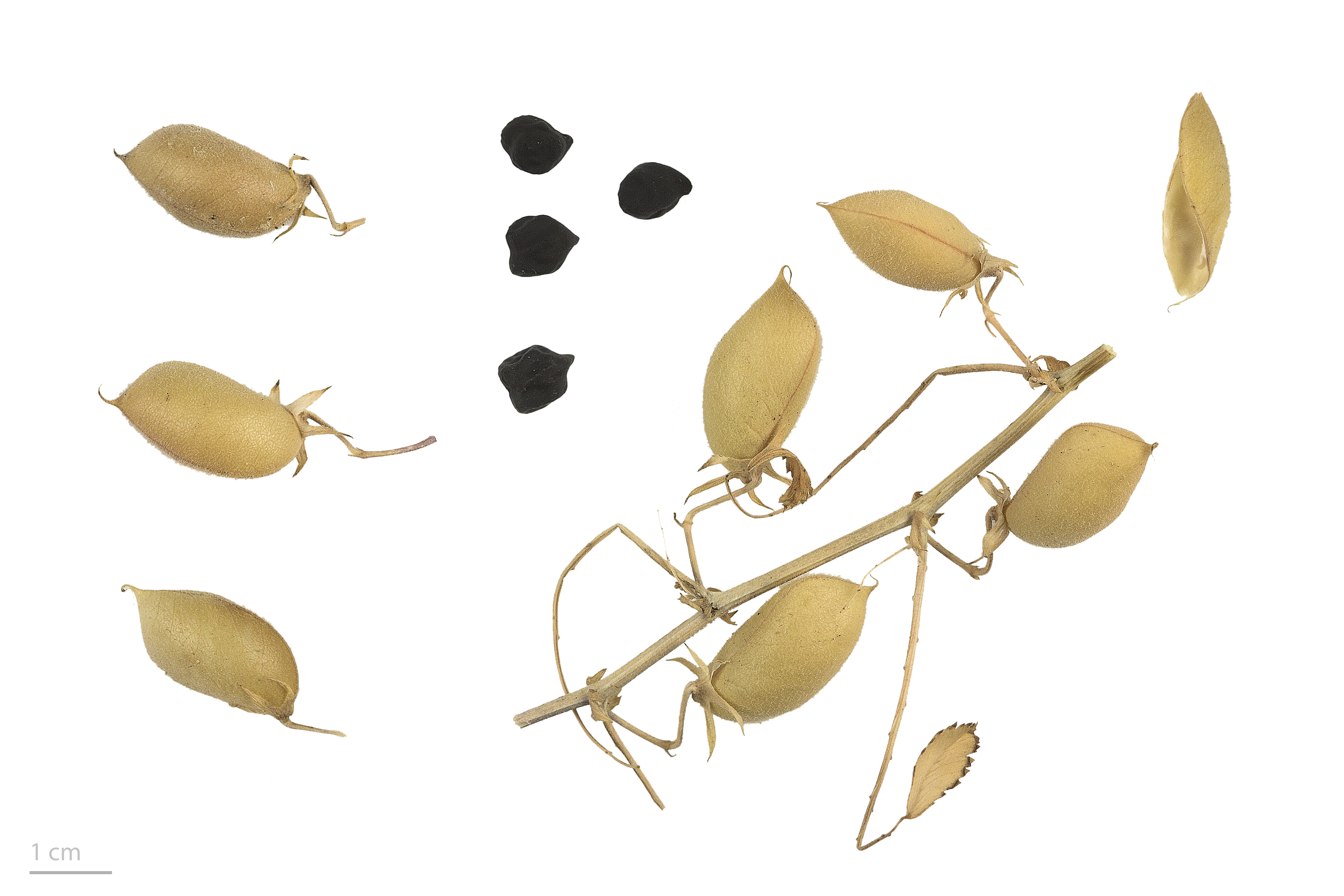
Suchy pęd z owocami i nasionami